# Sedimentární hornina

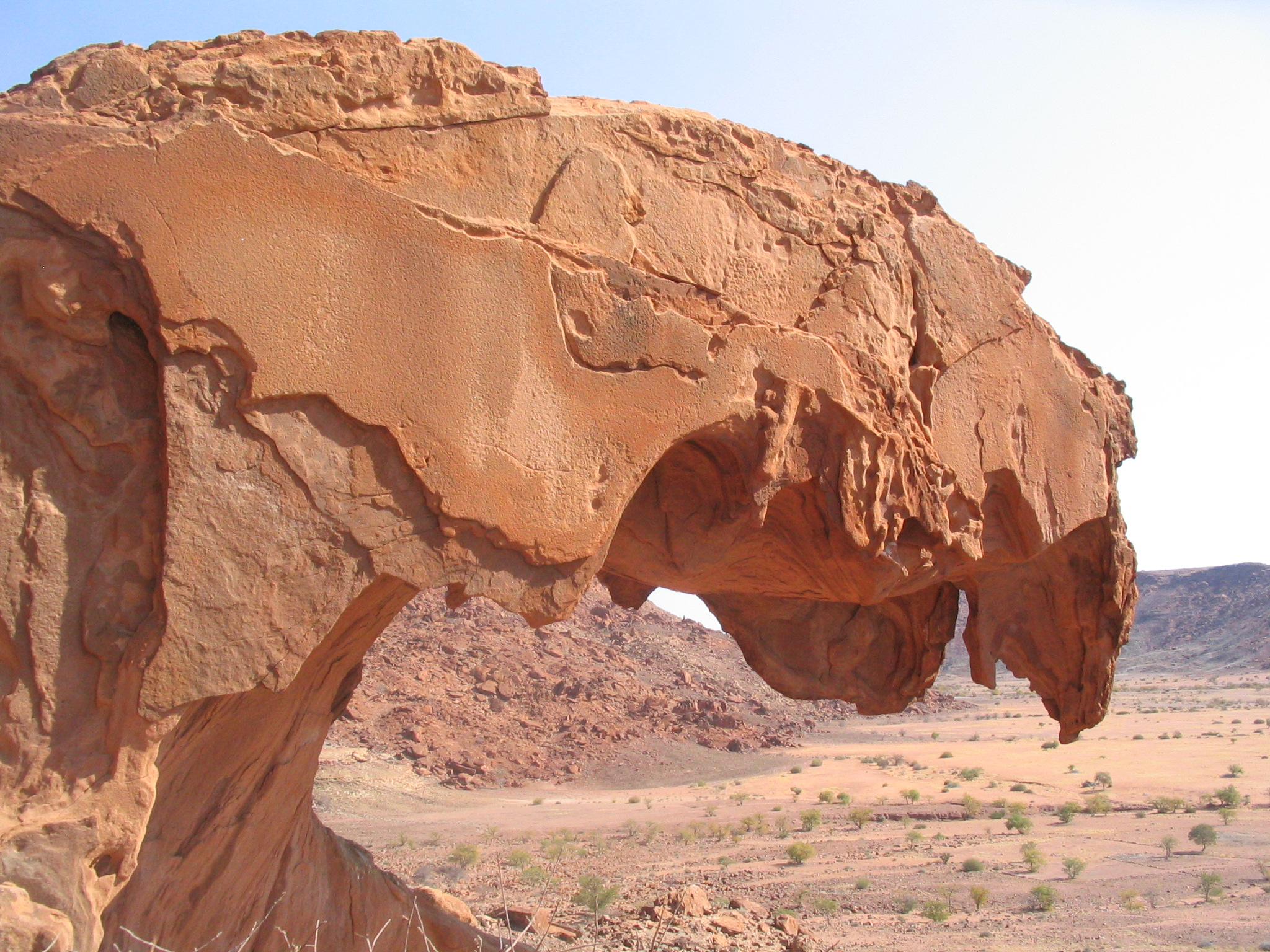
Červené pískovce z Namibie

Sedimentární hornina či usazená hornina je hornina, která vznikla přemístěním, usazením a následným zpevněním zvětralých úlomků (tzv. fyzikální proces), či vysrážením z roztoků (tzv. chemický proces) anebo usazením vlivem biologického činitele (biologický proces). Tyto tři procesy v přírodě působí normálně současně a výsledný charakter horniny je určen dominantním procesem, který se na vzniku podílel. Tyto horniny vznikají exogenními procesy na zemském povrchu nebo nehluboko pod ním, a to za běžných, relativně nízkých teplot. Základními procesy vzniku sedimentárních hornin jsou zvětrávání, transport materiálů, sedimentace (usazování) a diageneze, která mimo jiné zahrnuje zpevňování sedimentu.
Usazené horniny se vyskytují na zemském povrchu, kde je jejich procentuální zastoupení dominantní vůči jiným typům hornin (vyvřelých hornin a metamorfovaných hornin). Sedimenty se oproti předchozím ale vyskytují jenom ve svrchní vrstvě. Celkový procentuální objem v celém zemském tělese se pohybuje okolo 5 %, ale na povrchu dosahují hodnoty až 75 % a na mořském a oceánském dně téměř 100 %.
Někdy se jako speciální skupina odlišují horniny reziduální, které vznikají zvětrávacími pochody ze starších magmatických, metamorfovaných nebo sedimentárních hornin. Reziduální horniny neprodělaly transport materiálu a zůstávají přímo na místě původní horniny. Mezi ně patří například běžná eluvia, kaolinizované horniny, bentonity, laterity apod.

## Dělení
Dělí se na dvě základní skupiny na horniny
- klastické
- neklastické

Při podrobnějším dělení klastických sedimentů je hlavním kritériem velikost klastů.
V každé skupině rozlišujeme horniny nezpevněné a zpevněné.
Dělení neklastických sedimentárních hornin vychází v prvé řadě z jejich látkového složení.
- Karbonátové horniny (vápence, dolomity)
- Silicity (převaha vysráženého SiO2)
- (bohaté hydroxidy hliníku)
- Aerolity (převaha minerálů železa)
- Manganolity
- Fosfority
- Evapority (solné sedimenty)
- Kaustobiolity (uhelné a živičné sedimenty)

## Klasifikace

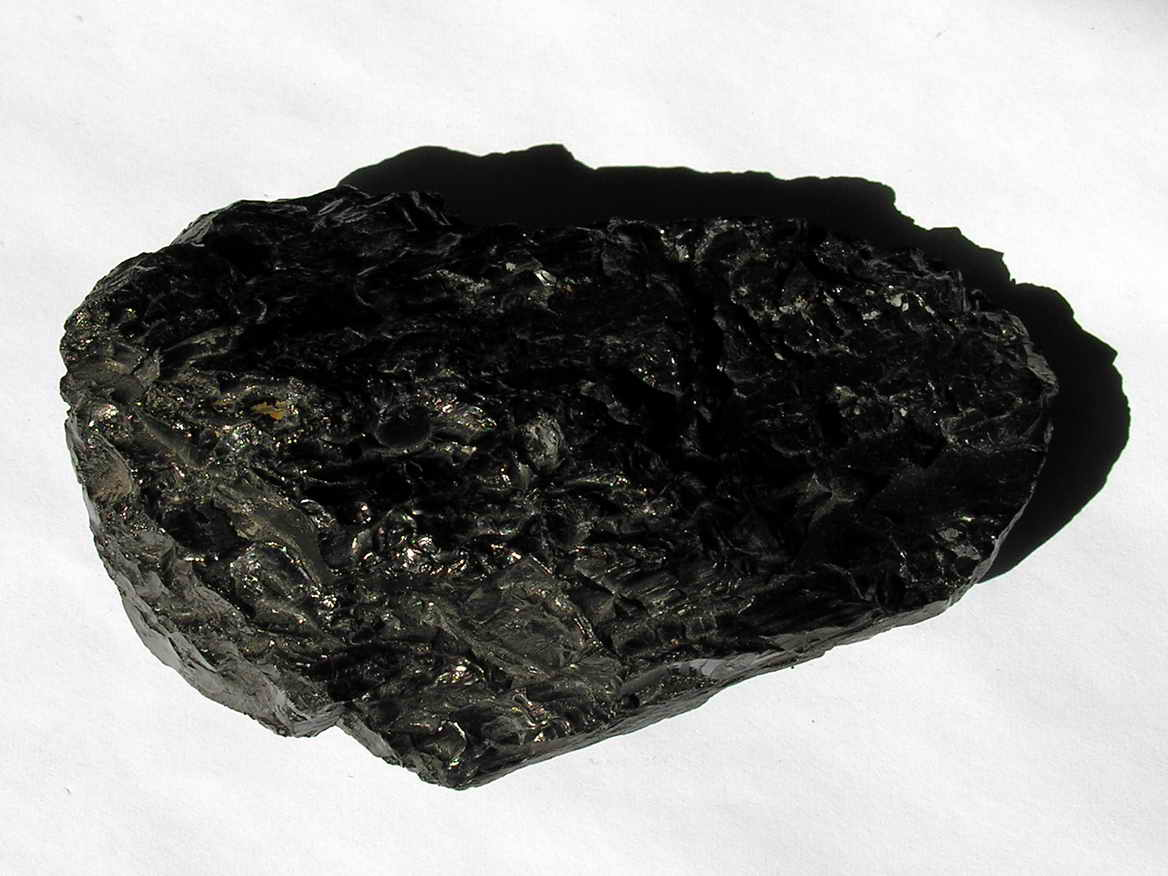
Antracit

### Podle mechanismu vzniku
Základním kritériem pro dělení sedimentárních hornin je rozdělení na základě procesů jejich vzniku. Jak již je zmiňované v úvodu, jsou to fyzikální, chemické a biologické procesy, které většinou působí všechny současně. Na vzniklých horninách je pak možno rozpoznat texturní nebo strukturní znaky, které jsou typické pro jednotlivé typy vzniku.

#### Siliciklastické sedimenty
Siliciklastické sedimenty (nebo úlomkové, klastické sedimenty) vznikly zvětrávacími procesy z jiných hornin a jsou tvořené úlomky (klasty), případně úlomky minerálů (hlavně úlomky křemene, díky kterým dostaly i své jméno). Zvětralé úlomky jsou následně transportovány na místo uložení pomocí fluid jako je voda, či vzduch, kde později dochází k jejich zpevnění. Rozdělují se podle velikosti jednotlivých zrn na slepence, pískovce, prachovce, jílovce a jejich nezpevněná variace.

#### Biogenní sedimenty

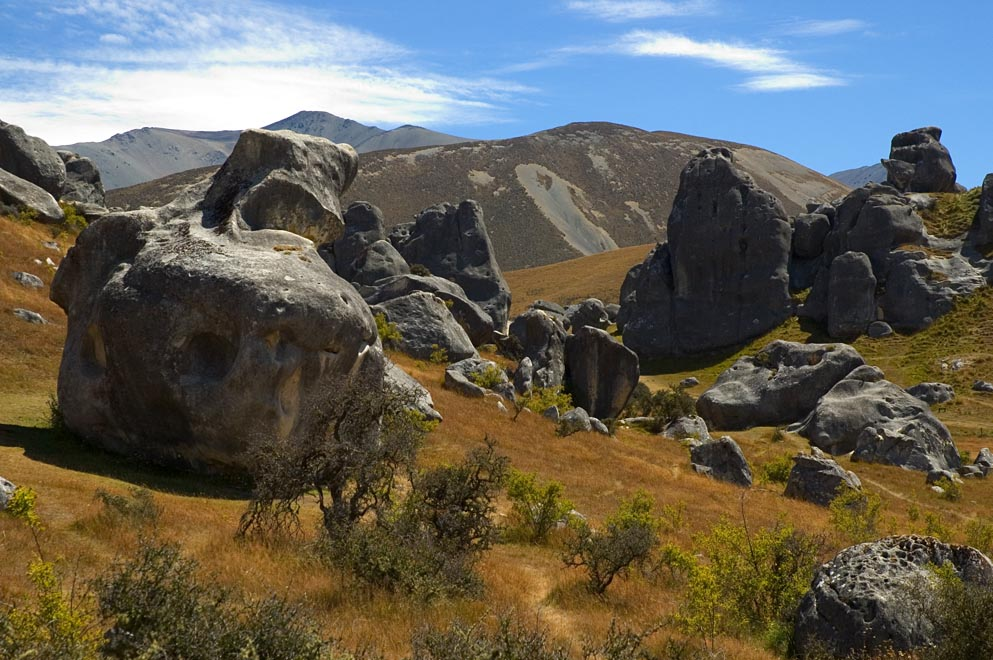
Zvětralé vápencové skály na Novém Zélandu

Biogenní sedimenty vznikly nahromaděním úlomků z pevných schránek rostlin a živočichů, přeměnou odumřelých částí těl živých organismů, případně vysrážením z vodních roztoků za pomoci organismů. Často se v biogenních sedimentech (hlavně vápenci) vyskytují fosílie, dle kterých se dá velmi snadno datovat stáří nalezených sedimentů. Tato skupina se podrobněji dělí dle převládající chemické složky, kterou obsahují, na vápence, dolomity, fosfáty, silicity, uhlí, ropu a hořlavé břidlice (poslední tři jmenované se řadí také do kaustobiolitů).

#### Chemogenní sedimenty
Chemogenní sedimenty vznikají vysrážením z roztoků bez působení živých organismů nejčastěji vlivem změny pT podmínek, kdy dochází k poklesu teploty, tlaku či obou veličin současně. Patří sem hlavně železné a manganové sedimenty (jejich vznik je spojen i se změnou pH) a evapority. Současně sem patří i usazené vápence pórovité textury zvané travertiny, které vznikají vysrážením ze sladké vody či v oblastech hydrotermálních pramenů.

#### Vulkanoklastické sedimenty
Vulkanoklastické sedimenty jsou úlomkové sedimenty, jejichž vznik je bezprostředně spojený se sopečnou aktivitou a nikoliv s procesy jejich zvětrávání. Do této skupiny patří tefra, tufy, ignimbrity a hyaloklasty.

#### Ostatní sedimenty
Do této skupiny patří sedimenty, které vznikají například jako důsledek tektonických projevů (kataklazity) a impaktní brekcie, jež jsou spojeny s dopady mimozemských těles.

### Podle místa sedimentace
Podle místa sedimentace se usazené horniny dělí na:
- autochtonní sedimenty (původní sedimenty) - k jejich usazení došlo v místě, případně blízko místa zvětrání (evapority, vápence, bauxity, půda)
- alochtonní sedimenty (přemístěné sedimenty) - k jejich usazení došlo po přemístění z místa zvětrání na novou pozici, přičemž byly transportem zpravidla opracovány, zakulaceny a vytříděny (jedná se o úlomkové a vulkanoklastické sedimenty)

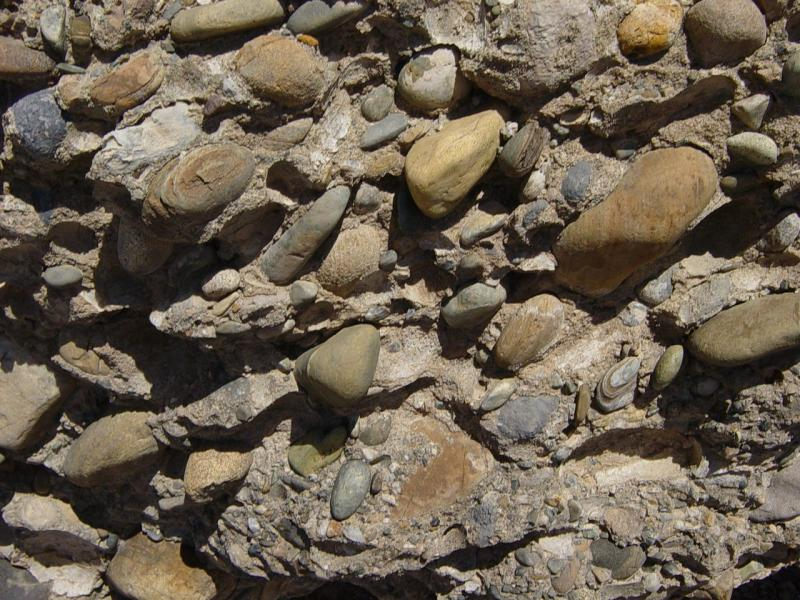
Slepenec (konglomerát) různé velikost oblázků z Death Valley National Park (Kalifornie, USA)

### Podle velikosti úlomků
Dle velikosti úlomků se horniny dělí na několik skupin:
- Psefity – úlomky velikosti nad 2 mm - štěrky, konglomeráty, agregáty
- Psamity (0,063 – 2mm) - písky, pískovce
- Aleurity (0,004 – 0,063 mm) - prachovce
- Pelity (pod 0,002 mm) - jíly, jílovce

## Sedimentární prostředí
Sedimentární prostředí je určitá část zemského povrchu, kde dochází k ukládání sedimentů. Mají charakter erozivního prostředí, kde je více materiálu odneseného než uloženého, nebo tzv. sedimentární pasti, kde je více materiálu uloženo než odneseno. Mimo tyto dva hlavní typy existují ještě typy přechodné (smíšené), kde jsou oba faktory v rovnováze. Pro jejich klasifikaci není možné vymezit přesnou hranici, jelikož na sebe vzájemně navazují a vytvářejí celé sedimentární systémy.
Příkladem erozivního prostředí je například fluviální, eolitické a glaciální prostředí, k přechodným patří říční delta a mořské pobřeží, k sedimentárním pak patří mořské prostředí a hlubokovodní bazény.

### Parametry sedimentárního prostředí

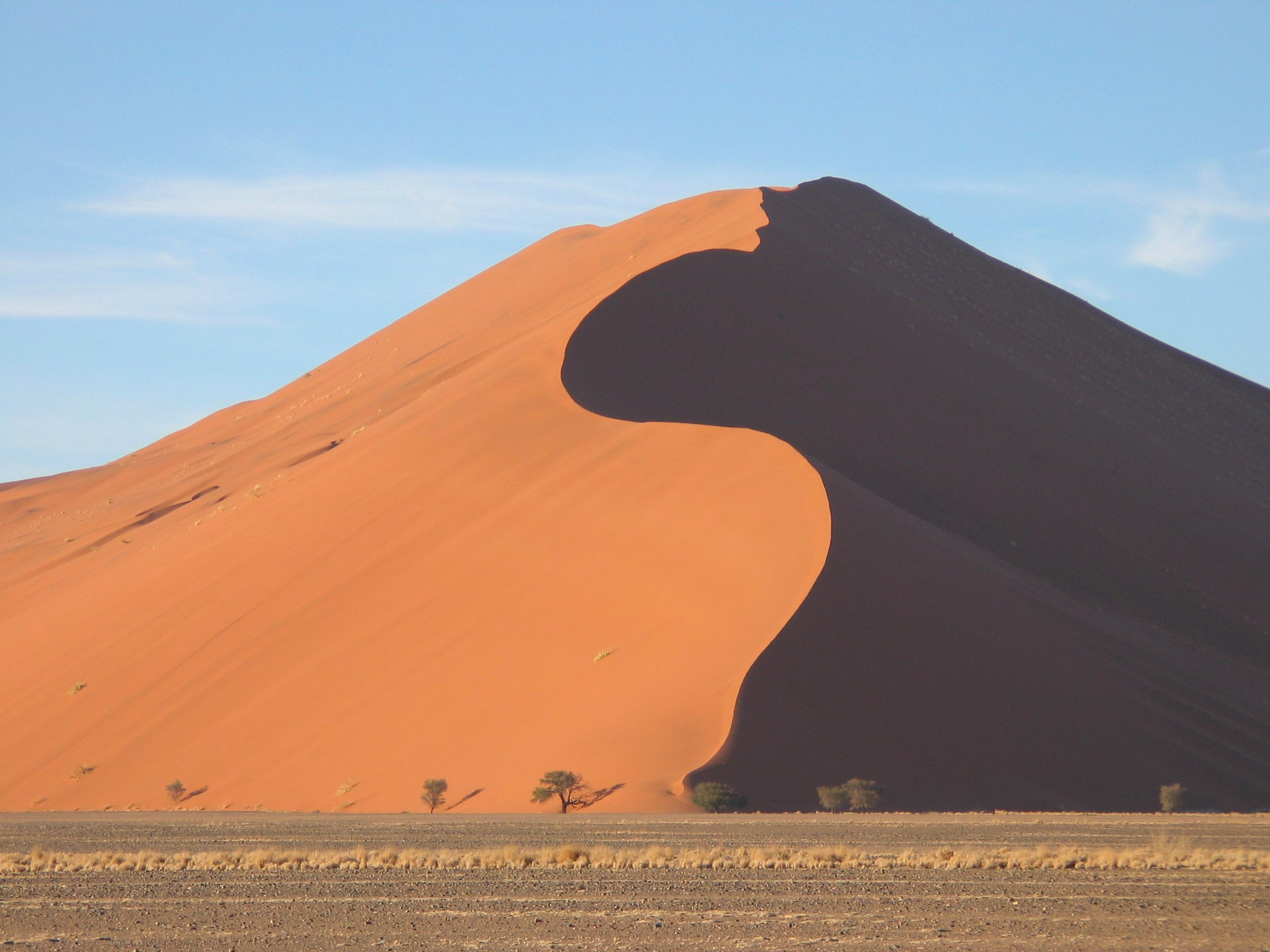
Pouštní duna v Namibské poušti

Sedimentárního prostředí je ovlivňováno více faktory, jak již bylo výše zmiňováno. Mezi základní fyzikální faktory, který ovlivňují charakter prostředí patří tzv. transportní média, které zajišťují přesun klastu. Jednotlivá média mají různou podobu, u kterých je základním kritériem viskozita, jež značí, jaké tělesa je médium schopno přenášet. Jejich rozsah je velmi veliký od suspenze ve vodě, přes síly větru, který je schopen přenášet malá zrnka písku až po suťotoky a transportní sílu ledovců, který je schopen transportovat velké skalní bloky na velké vzdálenosti.
Rozdělují se na:
- řídké prostředí – převládající složka je tekutá (např. voda)
- polotuhé – převládající složka směsi je tuhá
- tuhé – obě složky směsi jsou tuhé

Dalším důležitým parametrem (u mořských sedimentů) je hloubka sedimentace. Usazeniny z mělkovodních oblastí jsou rozdílné než ty, které vznikají hluboko na oceánském dně v oblastí abyssálních plošin. U sedimentu vznikající v mělkém prostředí dochází k častému přenosu jejich částic a přepracovávání, čímž se dosahuje velmi dobrého vytřídění jednotlivých velikostí zrn a častému vzniku druhotných struktur (např. čeřiny). Hlubokomořské sedimenty jsou pak spíše statické a jsou přeměňovány většinou jen hlubinnými proudy. Důležitým poznávacím znakem pro určení jejich místa geneze je přítomnost fosílií charakteristických pro známé prostředí.
Teplota vody má také podstatný vliv na vznik sedimentů, jelikož se přímo podílí na rozpustnosti většiny minerálů a plynů. Například rozpustnost CO2 je výrazně ovlivňována teplotou vody teplotou vody (při nižší teplotě je vyšší), což následně ovlivňuje rozpustnost CaCO3 dle reakce:
CaCO3 + CO2 + H2O → Ca(HCO3)2
Z dalších fyzikálních parametrů zmiňme například ještě rychlost a směr větru, intenzita slunečního záření, Coriolisova síla, rychlost proudění a vzhled reliéfu, na kterém dochází k sedimentaci.
Chemické faktory, které ovlivňují sedimentaci, jsou:
- oxidačně-redukční potenciál (eH) – kterým se vyjadřuje stupeň okysličení prostředí. Stanovuje se na základě výskytu určitých minerálů (nejčastěji sloučeniny železa). Disulfidy železa (pyrit a markazit, které charakterizují silně redukční prostředí, siderit pro slabě redukční prostředí, glaukonit a hematit naopak se využívají pro dobře okysličené prostředí.

- pH – určuje kyselost prostředí, čí výrazně ovlivňuje rozpustnost (případně srážení) některých minerálů. V geologii se na rozdíl od chemie za kyselé prostředí považuje prostředí s pH < 7, neutrální pH 7-7,8 a alkalické pH > 7,8.
- salinita – vyjadřuje obsah rozpuštěných solí ve vodě (v hm. %). Normální mořská voda má salinitu okolo 3,5 %. Při zpětné rekonstrukci prostředí paleobazénů pomáhá určitý výskyt minerálů, které jsou typické pro salinitu prostředí. Jsou to například sádrovec, halit, anhydrit.

Mezi nejdůležitější biologické parametry patří odplyňování sedimentace pomocí biochemických reakcí, množství nahromaděných odumřelých kmenů, případně jiného rostlinného materiálu, množství nahromaděných odumřelých těl živočichů a nahromadění jejich schránek. Mezi nepřímé biologické parametry patří povrch souše (tráva, půda) a životní styl suchozemských organismů (hlavně býložravců).

### Sedimentární facie
Sedimentární facie jsou důležité z hlediska správné interpretace prostředí. Pod tímto pojmem se v petrografii usazených hornin představujeme vrstvu anebo soubor vrstev sedimentů, které se ukládaly za stejných podmínek. Mezi základní faktory kontrolující charakter a rozmístění facií patří intenzita přínosů úlomků, kolísání výšky mořské hladiny, biologická aktivita, tektonické prostředí a sopečná činnost.
V sedimentárních vrstvách se dá často pozorovat nesouhlasné uložení sedimentů, během kterého některé vrstvy například chybí. Tento jev se nazývá hyát a je způsoben například odnosem jedné vrstvy a opětovnou sedimentací, která má za následek, že ve vrstvě sedimentů pak tato vrstva chybí a je zde například skok ve fosíliích.

### Sedimentární pánve
Sedimentární pánve představují past na sedimenty a jsou současně i místy s jejich největší akumulací. V závislosti na tektonickém prostředí se rozdělují na bazény oceánské, příkopové, riftové, kolizní, intrakontinentální a exotické. Historie každého bazénu může být rozdělena na několik cyklů, které jsou ovlivněny předsedimentární tektonikou, usazovacími sekvencemi a postsedimentární tektonikou.

## Sedimentární textury

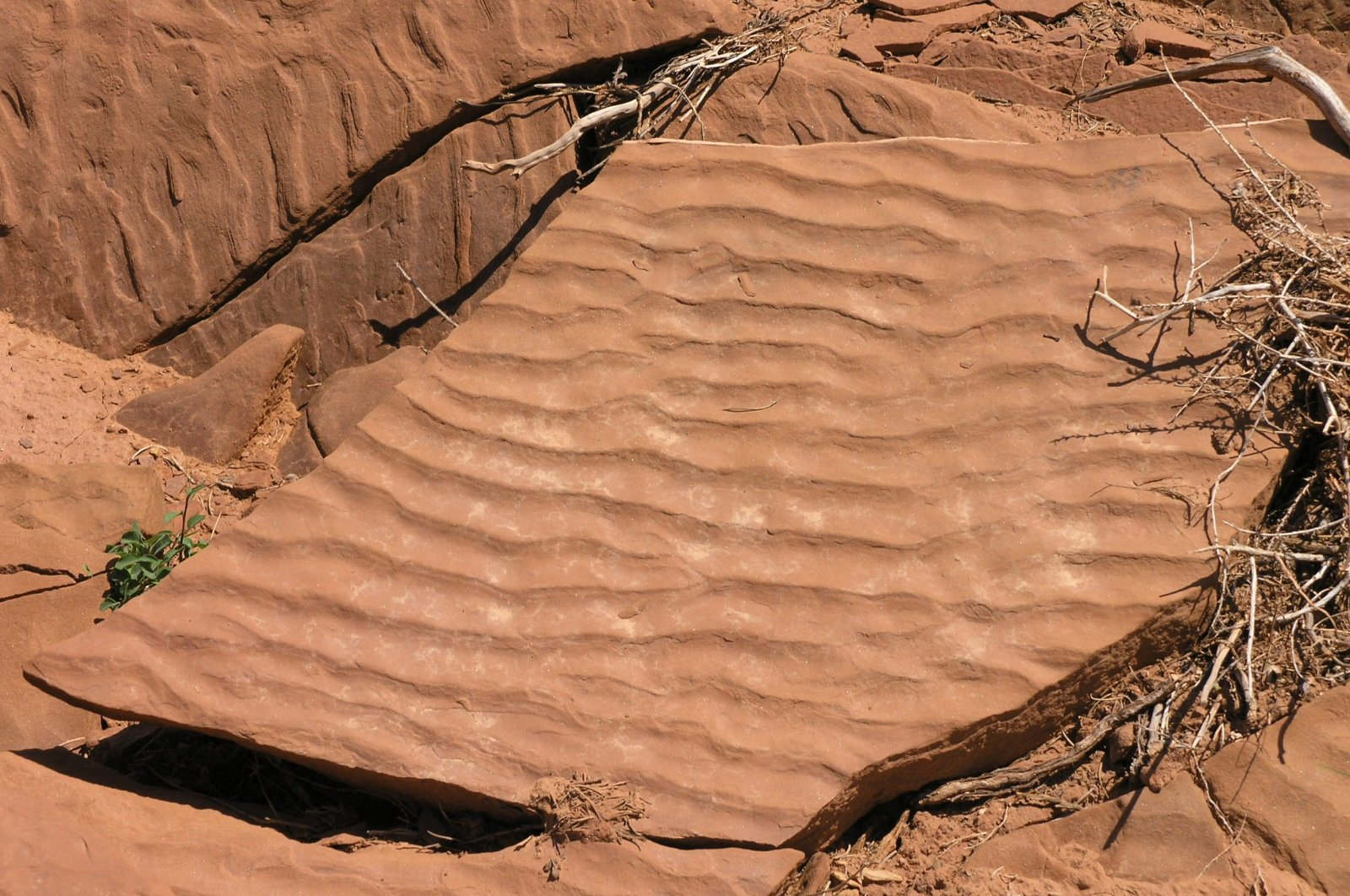
Čeřiny

Textury usazených hornin představují základní poznávací znak sedimentárního prostředí. Nejjednodušší textura je vrstevnatost, která je tvořena třemi mechanizmy - usazováním ze suspenze, ukládáním částic v důsledku změny rychlosti proudu a usazováním nánosů v okolí překážek. Základní vrstevnatost malých velikostí se nazývá laminace. Gradační zvrstvení je charakteristické postupným snižováním (normálně gradační zvrstvení) anebo zvyšováním (inverzně gradační zvrstvení) úlomků směrem ke středu. Jeho vývoj ovlivňuje rychlost proudění. Dalším typem zvrstvení je šikmé, či planární, nebo korytové.
Jiným typem textur jsou již zmiňované čeřiny, pískové vlny a duny, které jsou různé formy vznikající stejným mechanismem. Jednotlivé úlomky se posouvají po méně skloněné hraně a ukládají se na odvrácené straně. Tento proces má za následek vznik šikmého zvrstvení a je dobrým poznávacím znakem pro určení prostředí vzniku.
Deformační textury usazených hornin představují vtisky (vznikají vytlačením hrubozrnnějšího, těžšího materiálu do sedimentu a mívají nepravidelný tvar) a skluzové textury (způsobené deformacemi, ke kterým dochází při pohybu sedimentů, což se projevuje přerušením vrstvy případně přimícháním cizích úlomků).
Posledním typem textur jsou tzv. ichnofosílie (stopy po činnosti organismů) - stopy po stoupání, lezení, žraní, odpočívání, či případně komůrky a tunely, které tito živočichové vytvořili. Na základě výskytu jednotlivých typu ichnofosilií se dá přibližně určit hloubka, ve kterých docházelo k sedimentaci.